# Dolichopus umbrosus
Dolichopus umbrosus är en tvåvingeart som beskrevs av Van Duzee 1921. Dolichopus umbrosus ingår i släktet Dolichopus och familjen styltflugor.
Artens utbredningsområde är Ontario. Inga underarter finns listade i Catalogue of Life.